# Muhammad Ali Heavyweight Boxing
Muhammad Ali Heavyweight Boxing är ett boxningsspel som utvecklades av Park Place Productions och utgavs av Virgin Interactive 1992. Spelet släpptes till Sega Mega Drive. En SNES-version utvecklades också, men släpptes inte.

### Fotnoter
1. ↑  ”Muhammad Ali Boxing” (på engelska). SNES Central. http://www.snescentral.com/article.php?id=0913. Läst 1 maj 2014.